# 卡内里尼奥
卡内里尼奥是巴西米纳斯吉拉斯州的一个市镇。总面积2060.72平方公里，总人口8859人，人口密度4.3人/平方公里。